# Nederland op de Olympische Zomerspelen 1956
Nederland boycotte de Olympische Zomerspelen 1956 in Melbourne, Australië vanwege de inval van de Sovjet-Unie in Hongarije.
De Olympische paardensportonderdelen werden echter vijf maanden eerder dan het overige programma afgewerkt, in Stockholm, Zweden. Dit had te maken met de Australische quarantaineregels. Aan dit onderdeel deed één Nederlandse ruiter mee; Alexei Pantchoulidzew.

## Overzicht per sport
| Sport        | Deelnemers | Goud | Zilver | Brons | Totaal |
| ------------ | ---------- | ---- | ------ | ----- | ------ |
| Paardensport | 1          |      |        |       | '      |
| Totaal       | 1          | 0    | 0      | 0     | 0      |

## Resultaten per onderdeel

### Paardensport
| Olympiër                        | Discipline   | Resultaat | Prestatie    |
| ------------------------------- | ------------ | --------- | ------------ |
| Alexis Pantchoulidzew op Lascar | dressuur (g) | 28e       | 586,5 punten |